# Burg Uttum
Die Burg Uttum ist eine abgegangene Burg in der ostfriesischen Gemeinde Krummhörn im Landkreis Aurich in Niedersachsen. Sie stand im heutigen Krummhörner Ortsteil Uttum. Der Ort hatte zur Zeit der Burgentstehung mit dem Wolder Tief eine schiffbare direkte Wasserverbindung zur Nordsee.

## Geschichte

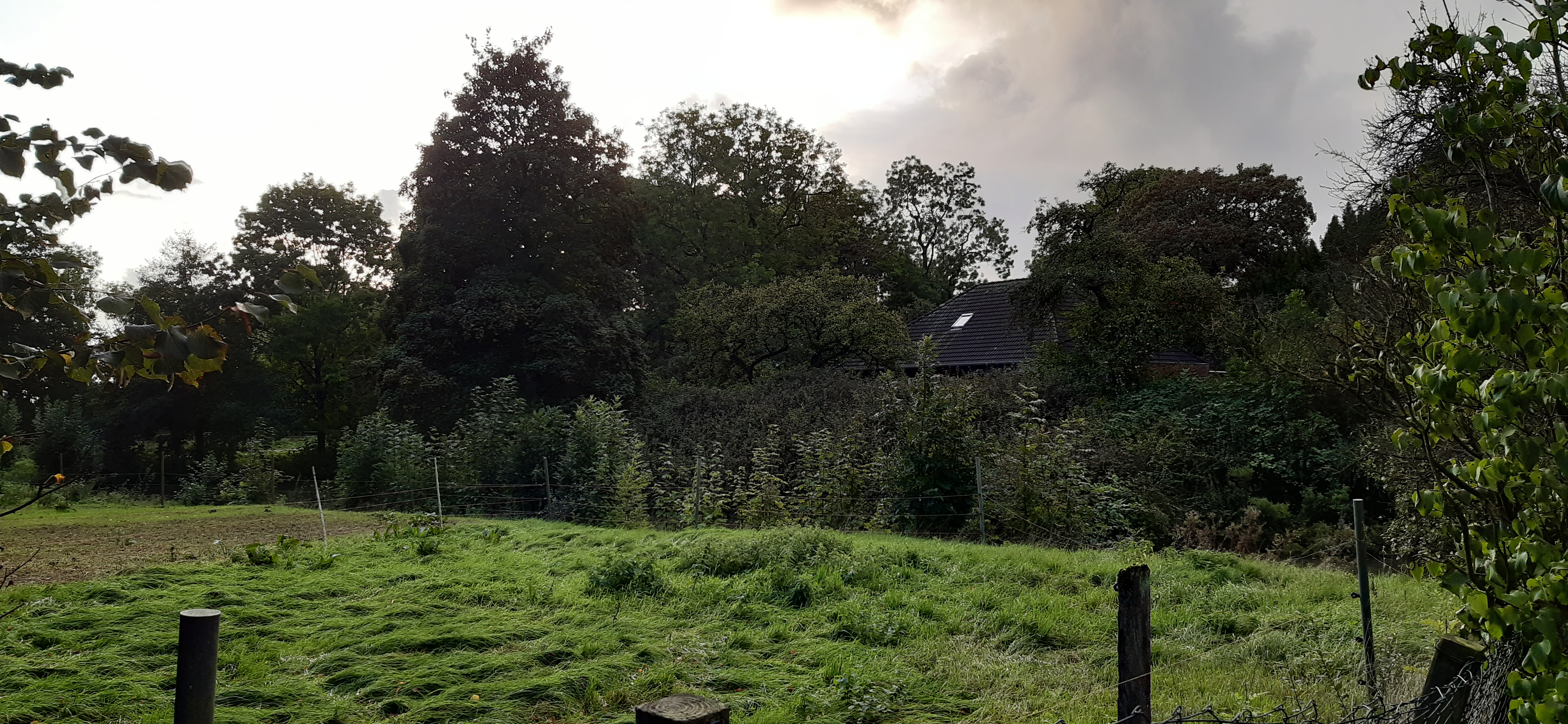
Burgstall der Uttumer Burg von Osten. Vordergrund: Bereich der Vorburg. Das neuzeitliche Wohnhaus auf dem Burgstall ist sichtbar.

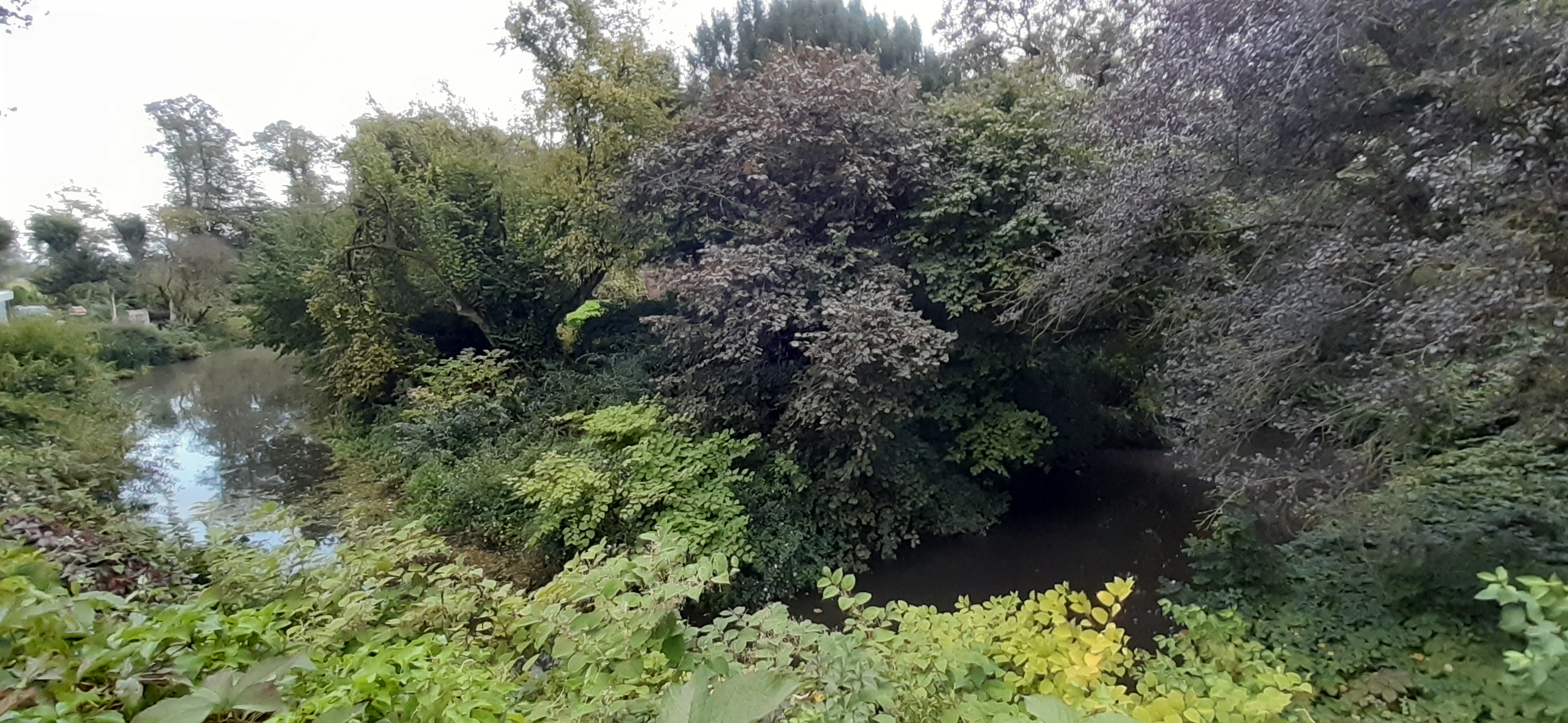
Blick von der nördlichen Ecke des inneren nahezu quadratischen Wassergrabens auf den Burgstallbereich.

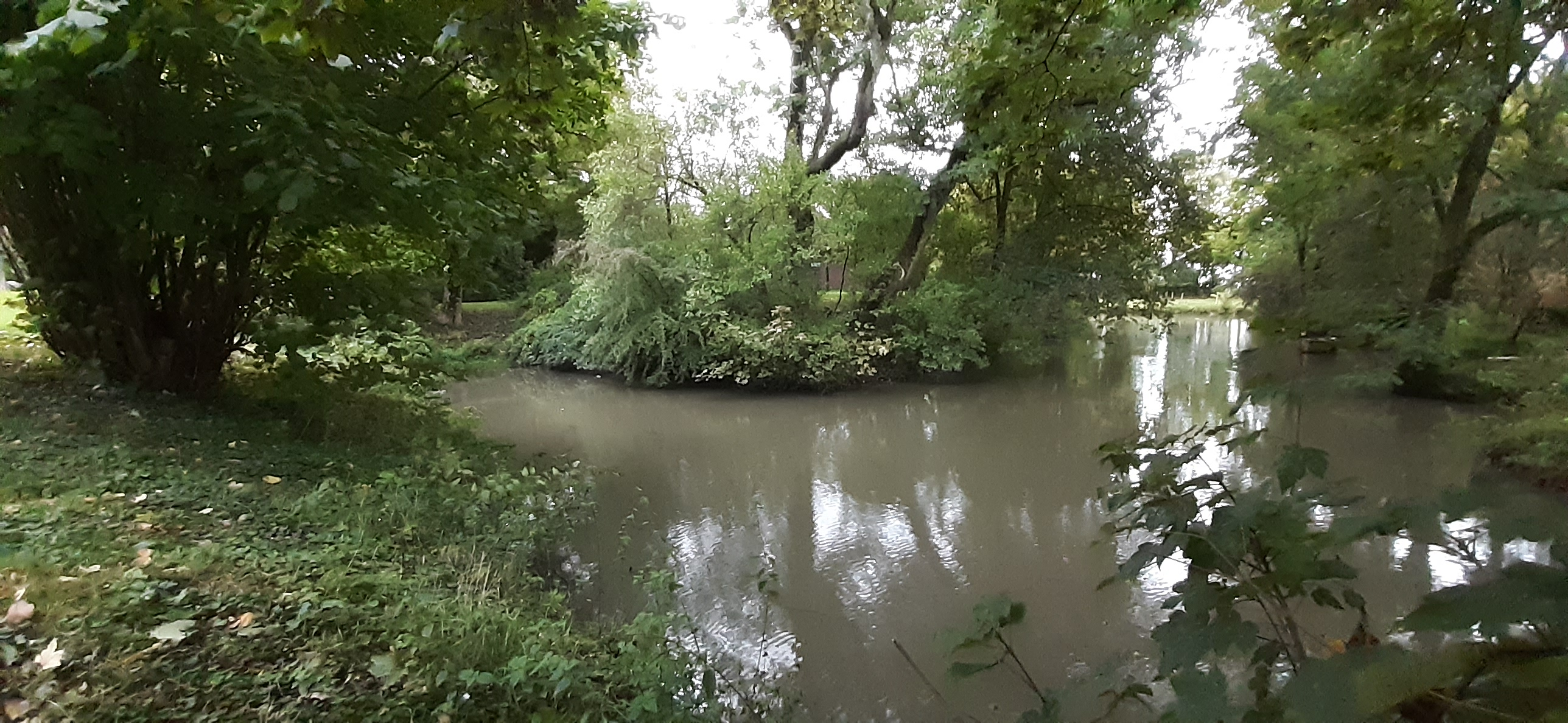
Westliche Ecke des Burgstalls. Linke Bildseite: heutiger Zugang zum Burgstall. Rechts setzt sich der Wassergraben fort und umschließt den vermutlichen Vorburgbereich.

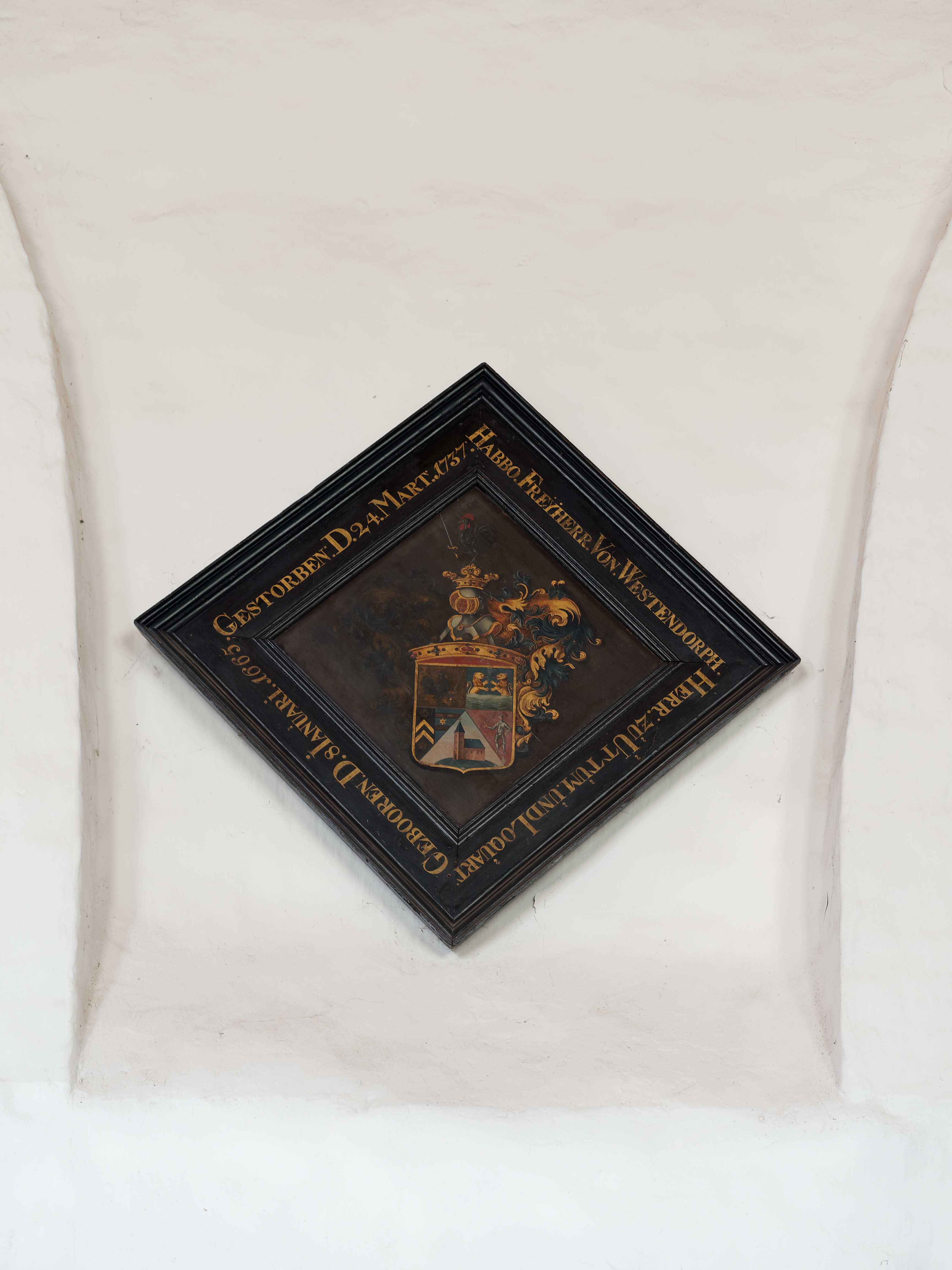
Uttumer Kirche: Epitaphbild mit Wappen des letzten Burgbesitzers

Die Burg stand südlich der Uttumer Kirche. Möglicherweise hatte sie einen Vorgängerbau aus dem 13. Jahrhundert, den die Häuptlingsfamilie Beninga wohl im 14. Jahrhundert zunächst zu einem Steinhaus ähnlich dem erhaltenen Steinhaus von Bunderhee und im 15. Jahrhundert zu einer Burg ausbauen ließ. Als erster Häuptling wird 1412 ein Ghompo Hoyersna benannt. Zwischen 1450 und 1493 wird Beno genannt, der 1454 Etta von Nordorp aus dem Harlingerland geheiratet hat. Sein Name ist auf der Marien-Glocke von 1465 eingraviert, denn er war gleichzeitig der Probst. Deren Tochter Frouwa heiratete Ailt Allena von Hinte und deren älteste Tochter heiratete schließlich Wiard von Oldersum, der dadurch Burgbesitzer wird. Über seine älteste Tochter Etta kam der Burg- und Häuptlingssitz an Ehemann Omko Ripperda von Jarmsum. Eine Turminschrift über dem Südportal des Turms bezeugt ihn 1527 als Häuptling von Uttum. Im 17. Jahrhundert kam die Burg an Diedrich Arnold Hane zu Leer und seinen Erben. Zwei Wappenschilde im Chor der Kirche legen unter anderem davon Zeugnis ab. Ende des 17. Jhs. besaß Baron Habbo von Westendorph das nun dadurch adlige Gut.

## Burgreste
Gegen Ende des 18. Jahrhunderts wurden die Gebäude abgerissen, ihr Platz ist aber heute noch deutlich erkennbar: Wall- und  Grabensystem der Burg sind weitgehend erhalten. Der innere Burgbereich umfasst eine Fläche von etwa 40 mal 40 Metern. Der nahezu quadratische umlaufende und noch vollständig vorhandene Wassergraben ist nur nach Norden durch eine Zufahrt unterbrochen. Auf dem ehemaligen Burggelände steht heute ein neuzeitliches Wohnhaus.
In etwa vierfacher Größe läuft heute noch ein zweites trapezförmiges Grabensystem um. Diese Vorburg-ähnliche Anlage, die den Burgstall östlich, südlich und westlich umschließt, kann nur aufgrund des Wassergrabensystems vermutet werden. Der heutige Burgbereich liegt etwa einen Meter über dem Umgebungsniveau, aber noch etwa 1–3 Meter unter dem Warft-Niveau von Kirche und altem Ortskern.

## Sonstiges
In Uttum soll, wie in vielen friesischen Orten, eine zweite Burg gestanden haben, die 1425 urkundlich als Redardsnahuus genannt wird; deren Lage aber nicht bekannt und baulich nichts überliefert ist.
Mehrere Epitaphien bzw. Wappensteine der Häuptlinge und Burgbesitzer sind in der Kirche vorhanden.